# Équipe de Belgique de football au Championnat d'Europe 2016
L'équipe de Belgique de football participe à son cinquième championnat d'Europe lors de l'édition 2016, qui se tient en France du 10 juin 2016 au 10 juillet 2016.

## Phase qualificative

Logo de l'Euro 2016.

La phase qualificative est composée de 8 groupes de 6 et un groupe de 5. Les neuf vainqueurs de groupe, les neuf deuxièmes de groupe et le meilleur troisième se qualifient directement pour la phase finale. Pour déterminer le meilleur troisième, le critère déterminant sera le nombre de points obtenus, sachant cependant que les points marqués contre les équipes en sixième position ne sont pas pris en compte. Les huit autres troisièmes s'affronteront en barrages pour les quatre dernières places disponibles. Ces 23 équipes accompagnent la France, qualifiée d'office pour l'Euro 2016 en tant que pays organisateur.

### Groupe B
| Rang | Équipe             | Pts | J  | G | N | P  | Bp | Bc | Diff |  | Résultats (▼ dom., ► ext.) |     |     |     |     |     |     |
| ---- | ------------------ | --- | -- | - | - | -- | -- | -- | ---- |  | -------------------------- | --- | --- | --- | --- | --- | --- |
| 1    | Belgique           | 23  | 10 | 7 | 2 | 1  | 24 | 5  | +19  |  | Belgique                   |     | 0-0 | 3-1 | 3-1 | 5-0 | 6-0 |
| 2    | Pays de Galles     | 21  | 10 | 6 | 3 | 1  | 11 | 4  | +7   |  | Pays de Galles             | 1-0 |     | 0-0 | 0-0 | 2-1 | 2-0 |
| 3    | Bosnie-Herzégovine | 17  | 10 | 5 | 2 | 3  | 17 | 12 | +5   |  | Bosnie-Herzégovine         | 1-1 | 2-0 |     | 3-1 | 1-2 | 3-0 |
| 4    | Israël             | 13  | 10 | 4 | 1 | 5  | 16 | 14 | +2   |  | Israël                     | 0-1 | 0-3 | 3-0 |     | 1-2 | 4-0 |
| 5    | Chypre             | 12  | 10 | 4 | 0 | 6  | 16 | 17 | -1   |  | Chypre                     | 0-1 | 0-1 | 2-3 | 1-2 |     | 5-0 |
| 6    | Andorre            | 0   | 10 | 0 | 0 | 10 | 4  | 36 | -32  |  | Andorre                    | 1-4 | 1-2 | 0-3 | 1-4 | 1-3 |     |

     Équipes directement qualifiées ;      Équipe qualifiée en tant que meilleure 3e ; Pts : points ; J : matchs joués ; G : matchs gagnés ; N : matchs nuls ; P : matchs perdus ;

Bp : buts pour ; Bc : buts contre ; Diff : différence de buts.

## Matchs de préparation
Liste détaillée des matches amicaux de la Belgique depuis sa qualification à l'Euro :
| 1er match                    | Belgique                                       | 3 - 1   | Italie      | Stade Roi-Baudouin, Bruxelles                      |                                                    |
| 13 novembre 2015 20:45 UTC+1 | Vertonghen 13e · De Bruyne 74e · Batshuayi 83e | (1 - 1) | 3e Candreva | Spectateurs : ±45 000 Arbitrage : Szymon Marciniak | Spectateurs : ±45 000 Arbitrage : Szymon Marciniak |
| 13 novembre 2015 20:45 UTC+1 | Rapport                                        |         |             | Spectateurs : ±45 000 Arbitrage : Szymon Marciniak | Spectateurs : ±45 000 Arbitrage : Szymon Marciniak |

| 2e match                     | Belgique | Annulé | Espagne | Stade Roi-Baudouin, Bruxelles |  |
| 17 novembre 2015 20:45 UTC+1 |          | (-)    |         |                               |  |
| 17 novembre 2015 20:45 UTC+1 | Rapport  |        |         |                               |  |

| 3e match                 | Portugal               | 2 - 1   | Belgique      | Stade municipal de Leiria, Leiria |                              |
| 29 mars 2016 20:45 UTC+1 | Nani 21e · Ronaldo 40e | (2 - 0) | 62e R. Lukaku | Arbitrage : Stephan Klossner      | Arbitrage : Stephan Klossner |
| 29 mars 2016 20:45 UTC+1 | Rapport                |         |               | Arbitrage : Stephan Klossner      | Arbitrage : Stephan Klossner |

| 4e match                | Suisse       | 1 - 2   | Belgique                      | Stade de Genève, Genève                                 |                                                         |
| 28 mai 2016 16:15 UTC+1 | Džemaili 31e | (1 - 1) | 34e R. Lukaku · 83e De Bruyne | Spectateurs : 20 000 Arbitrage : Paolo Silvio Mazzoleni | Spectateurs : 20 000 Arbitrage : Paolo Silvio Mazzoleni |
| 28 mai 2016 16:15 UTC+1 | Rapport      |         |                               | Spectateurs : 20 000 Arbitrage : Paolo Silvio Mazzoleni | Spectateurs : 20 000 Arbitrage : Paolo Silvio Mazzoleni |

| 5e match                | Belgique      | 1 - 1   | Finlande       | Stade Roi-Baudouin, Bruxelles |                         |
| 1 juin 2016 20:45 UTC+1 | R. Lukaku 89e | (0 - 0) | 53e Hämäläinen | Arbitrage : Hugo Miguel       | Arbitrage : Hugo Miguel |
| 1 juin 2016 20:45 UTC+1 | Rapport       |         |                | Arbitrage : Hugo Miguel       | Arbitrage : Hugo Miguel |

| 6e match                | Belgique                              | 3 - 2   | Norvège                | Stade Roi-Baudouin, Bruxelles |                            |
| 5 juin 2016 18:00 UTC+1 | R. Lukaku 3e · Hazard 70e · Ciman 73e | (1 - 1) | King 21e · Berisha 48e | Arbitrage : Tobias Stieler    | Arbitrage : Tobias Stieler |
| 5 juin 2016 18:00 UTC+1 | Rapport                               |         |                        | Arbitrage : Tobias Stieler    | Arbitrage : Tobias Stieler |

## Phase finale

### Premier tour - groupe E
| Rang | Équipe   | Pts | J | G | N | P | Bp | Bc | Diff |
| ---- | -------- | --- | - | - | - | - | -- | -- | ---- |
| 1    | Italie   | 6   | 3 | 2 | 0 | 1 | 3  | 1  | +2   |
| 2    | Belgique | 6   | 3 | 2 | 0 | 1 | 4  | 2  | +2   |
| 3    | Irlande  | 4   | 3 | 1 | 1 | 1 | 2  | 4  | -2   |
| 4    | Suède    | 1   | 3 | 0 | 1 | 2 | 1  | 3  | -2   |

     Équipes directement qualifiées ;      Équipe qualifiée en tant que meilleure 3e ; Pts : points ; J : matchs joués ; G : matchs gagnés ; N : matchs nuls ; P : matchs perdus ;

Bp : buts pour ; Bc : buts contre ; Diff : différence de buts.
| Match 10                                             | Belgique | 0 - 2   | Italie                                               | Parc Olympique lyonnais, Décines-Charpieu         |                                                   |
| 13 juin 2016 · 21 h CEST · Historique des rencontres |          | (0 - 1) | 32e Giaccherini (Bonucci ) · 90+3e Pellè (Candreva ) | Spectateurs : 55 408 Arbitrage : Mark Clattenburg | Spectateurs : 55 408 Arbitrage : Mark Clattenburg |
| 13 juin 2016 · 21 h CEST · Historique des rencontres | Rapport  |         |                                                      | Spectateurs : 55 408 Arbitrage : Mark Clattenburg | Spectateurs : 55 408 Arbitrage : Mark Clattenburg |

| Belgique | Italie |

| Belgique :      |    |                   |       |     |
|                 |    |                   |       |     |
| Gardien de but  | 1  | Thibaut Courtois  |       |     |
|                 | 2  | Toby Alderweireld |       |     |
|                 | 3  | Thomas Vermaelen  |       |     |
|                 | 4  | Radja Nainggolan  |       | 62e |
|                 | 5  | Jan Vertonghen    | 90+2e |     |
|                 | 6  | Axel Witsel       |       |     |
|                 | 7  | Kevin De Bruyne   |       |     |
|                 | 8  | Marouane Fellaini |       |     |
|                 | 9  | Romelu Lukaku     |       | 73e |
|                 | 10 | Eden Hazard       |       |     |
|                 | 23 | Laurent Ciman     |       | 76e |
| Remplaçants :   |    |                   |       |     |
|                 | 14 | Dries Mertens     |       | 62e |
|                 | 17 | Divock Origi      |       | 73e |
|                 | 11 | Yannick Carrasco  |       | 76e |
| Sélectionneur : |    |                   |       |     |
| Marc Wilmots    |    |                   |       |     |

| Italie :        |    |                      |     |     |     |
|                 |    |                      |     |     |     |
| Gardien de but  | 1  | Gianluigi Buffon     |     |     |     |
|                 | 3  | Giorgio Chiellini    | 65e |     |     |
|                 | 4  | Matteo Darmian       |     | 58e |     |
|                 | 6  | Antonio Candreva     |     |     |     |
|                 | 9  | Graziano Pellè       |     |     |     |
|                 | 15 | Andrea Barzagli      |     |     |     |
|                 | 16 | Daniele De Rossi     |     | 78e |     |
|                 | 17 | Éder                 | 75e | 75e |     |
|                 | 18 | Marco Parolo         |     |     |     |
|                 | 19 | Leonardo Bonucci     | 78e |     |     |
|                 | 23 | Emanuele Giaccherini |     |     |     |
| Remplaçants :   |    |                      |     |     |     |
|                 | 2  | Mattia De Sciglio    |     | 58e |     |
|                 | 11 | Ciro Immobile        |     | 75e |     |
|                 | 10 | Thiago Motta         |     | 78e | 84e |
| Sélectionneur : |    |                      |     |     |     |
| Antonio Conte   |    |                      |     |     |     |

| Assistants : Simon Beck Jake Collin Quatrième arbitre : Carlos Del Cerro Arbitres assistants additionnels : Anthony Taylor Andre Marriner Homme du match : Emanuele Giaccherini |

| Match 22                                             | Belgique                                                                     | 3 - 0   | Irlande | Matmut Atlantique, Bordeaux                   |                                               |
| 18 juin 2016 · 15 h CEST · Historique des rencontres | ( De Bruyne) R. Lukaku 48e · ( Meunier) Witsel 61e · ( Hazard) R. Lukaku 70e | (0 - 0) |         | Spectateurs : 39 493 Arbitrage : Cüneyt Çakır | Spectateurs : 39 493 Arbitrage : Cüneyt Çakır |
| 18 juin 2016 · 15 h CEST · Historique des rencontres | Rapport                                                                      |         |         | Spectateurs : 39 493 Arbitrage : Cüneyt Çakır | Spectateurs : 39 493 Arbitrage : Cüneyt Çakır |

| Belgique | Irlande |

| Belgique :      |    |                   |     |     |
|                 |    |                   |     |     |
| Gardien de but  | 1  | Thibaut Courtois  |     |     |
|                 | 2  | Toby Alderweireld |     |     |
|                 | 3  | Thomas Vermaelen  | 49e |     |
|                 | 5  | Jan Vertonghen    |     |     |
|                 | 6  | Axel Witsel       |     |     |
|                 | 7  | Kevin De Bruyne   |     |     |
|                 | 9  | Romelu Lukaku     |     | 83e |
|                 | 10 | Eden Hazard       |     |     |
|                 | 11 | Yannick Carrasco  |     | 64e |
|                 | 16 | Thomas Meunier    |     |     |
|                 | 19 | Moussa Dembélé    |     | 57e |
| Remplaçants :   |    |                   |     |     |
|                 | 4  | Radja Nainggolan  |     | 57e |
|                 | 14 | Dries Mertens     |     | 64e |
|                 | 20 | Christian Benteke |     | 83e |
| Sélectionneur : |    |                   |     |     |
| Marc Wilmots    |    |                   |     |     |

| Irlande :       |    |                 |     |     |
|                 |    |                 |     |     |
| Gardien de but  | 23 | Darren Randolph |     |     |
|                 | 2  | Séamus Coleman  |     |     |
|                 | 3  | Ciaran Clark    |     |     |
|                 | 4  | John O'Shea     |     |     |
|                 | 6  | Glenn Whelan    |     |     |
|                 | 8  | James McCarthy  |     | 62e |
|                 | 9  | Shane Long      |     | 79e |
|                 | 13 | Jeff Hendrick   | 42e |     |
|                 | 17 | Stephen Ward    |     |     |
|                 | 19 | Robbie Brady    |     |     |
|                 | 20 | Wes Hoolahan    |     | 71e |
| Remplaçants :   |    |                 |     |     |
|                 | 11 | James McClean   |     | 62e |
|                 | 7  | Aiden McGeady   |     | 71e |
|                 | 10 | Robbie Keane    |     | 79e |
| Sélectionneur : |    |                 |     |     |
| Martin O'Neill  |    |                 |     |     |

| Assistants : Bahattin Duran Tarık Ongun Quatrième arbitre : Benoît Bastien Arbitres assistants additionnels : Hüseyin Göçek Barış Şimşek Homme du match : Axel Witsel |

| Match 36                                             | Suède   | 0 - 1   | Belgique                 | Allianz Riviera, Nice                        |                                              |
| 22 juin 2016 · 21 h CEST · Historique des rencontres |         | (0 - 0) | 84e Nainggolan (Hazard ) | Spectateurs : 34 011 Arbitrage : Felix Brych | Spectateurs : 34 011 Arbitrage : Felix Brych |
| 22 juin 2016 · 21 h CEST · Historique des rencontres | Rapport |         |                          | Spectateurs : 34 011 Arbitrage : Felix Brych | Spectateurs : 34 011 Arbitrage : Felix Brych |

| Suède | Belgique |

| Suède :         |    |                    |     |     |
|                 |    |                    |     |     |
| Gardien de but  | 1  | Andreas Isaksson   |     |     |
|                 | 3  | Erik Johansson     | 36e |     |
|                 | 4  | Andreas Granqvist  |     |     |
|                 | 5  | Martin Olsson      |     |     |
|                 | 6  | Emil Forsberg      |     | 82e |
|                 | 7  | Sebastian Larsson  |     | 70e |
|                 | 8  | Albin Ekdal        | 33e |     |
|                 | 9  | Kim Källström      |     |     |
|                 | 10 | Zlatan Ibrahimovic |     |     |
|                 | 11 | Marcus Berg        |     | 63e |
|                 | 14 | Victor Lindelöf    |     |     |
| Remplaçants :   |    |                    |     |     |
|                 | 20 | John Guidetti      |     | 63e |
|                 | 21 | Jimmy Durmaz       |     | 70e |
|                 | 22 | Erkan Zengin       |     | 82e |
| Sélectionneur : |    |                    |     |     |
| Erik Hamrén     |    |                    |     |     |

| Belgique :      |    |                   |       |       |
|                 |    |                   |       |       |
| Gardien de but  | 1  | Thibaut Courtois  |       |       |
|                 | 2  | Toby Alderweireld |       |       |
|                 | 3  | Thomas Vermaelen  |       |       |
|                 | 4  | Radja Nainggolan  |       |       |
|                 | 5  | Jan Vertonghen    |       |       |
|                 | 6  | Axel Witsel       | 45+1e |       |
|                 | 7  | Kevin De Bruyne   |       |       |
|                 | 9  | Romelu Lukaku     |       | 87e   |
|                 | 10 | Eden Hazard       |       | 90+3e |
|                 | 11 | Yannick Carrasco  |       | 71e   |
|                 | 16 | Thomas Meunier    | 30e   |       |
| Remplaçants :   |    |                   |       |       |
|                 | 14 | Dries Mertens     |       | 71e   |
|                 | 20 | Christian Benteke |       | 87e   |
|                 | 17 | Divock Origi      |       | 90+3e |
| Sélectionneur : |    |                   |       |       |
| Marc Wilmots    |    |                   |       |       |

| Assistants : Mark Borsch Stefan Lupp Quatrième arbitre : Matej Jug Arbitres assistants additionnels : Bastian Dankert Marco Fritz Homme du match : Eden Hazard |

### Huitième de finale
| Match 42                                             | Hongrie | 0 - 4   | Belgique                                                                                            | Stadium, Toulouse                              |                                                |
| 26 juin 2016 · 21 h CEST · Historique des rencontres |         | (0 - 1) | 10e Alderweireld (De Bruyne ) · 78e Batshuayi (Hazard ) · 80e Hazard · 90+1e Carrasco (Nainggolan ) | Spectateurs : 28 921 Arbitrage : Milorad Mažić | Spectateurs : 28 921 Arbitrage : Milorad Mažić |
| 26 juin 2016 · 21 h CEST · Historique des rencontres | Rapport |         | | Spectateurs : 28 921 Arbitrage : Milorad Mažić | Spectateurs : 28 921 Arbitrage : Milorad Mažić |

| Hongrie | Belgique |

| Hongrie :       |    |                   |       |     |
|                 |    |                   |       |     |
| Gardien de but  | 1  | Gábor Király      |       |     |
|                 | 2  | Ádám Lang         | 47e   |     |
|                 | 4  | Tamás Kádár       | 34e   |     |
|                 | 7  | Balázs Dzsudzsák  |       |     |
|                 | 8  | Ádám Nagy         |       |     |
|                 | 9  | Ádám Szalai       | 90+2e |     |
|                 | 10 | Zoltán Gera       |       | 46e |
|                 | 14 | Gergő Lovrencsics |       |     |
|                 | 16 | Ádám Pintér       |       | 75e |
|                 | 20 | Richárd Guzmics   |       |     |
|                 | 23 | Roland Juhász     |       | 79e |
| Remplaçants :   |    |                   |       |     |
|                 | 6  | Ákos Elek         | 61e   | 46e |
|                 | 17 | Nemanja Nikolić   |       | 75e |
|                 | 13 | Dániel Böde       |       | 79e |
| Sélectionneur : |    |                   |       |     |
| Bernd Storck    |    |                   |       |     |

| Belgique :      |    |                   |       |     |
|                 |    |                   |       |     |
| Gardien de but  | 1  | Thibaut Courtois  |       |     |
|                 | 2  | Toby Alderweireld |       |     |
|                 | 3  | Thomas Vermaelen  | 67e   |     |
|                 | 4  | Radja Nainggolan  |       |     |
|                 | 5  | Jan Vertonghen    |       |     |
|                 | 6  | Axel Witsel       |       |     |
|                 | 7  | Kevin De Bruyne   |       |     |
|                 | 9  | Romelu Lukaku     |       | 76e |
|                 | 10 | Eden Hazard       |       | 81e |
|                 | 14 | Dries Mertens     |       | 70e |
|                 | 16 | Thomas Meunier    |       |     |
| Remplaçants :   |    |                   |       |     |
|                 | 11 | Yannick Carrasco  |       | 70e |
|                 | 22 | Michy Batshuayi   | 89e   | 76e |
|                 | 8  | Marouane Fellaini | 90+2e | 81e |
| Sélectionneur : |    |                   |       |     |
| Marc Wilmots    |    |                   |       |     |

| Assistants : Milovan Ristić (de) Dalibor Djurdjević Quatrième arbitre : Jonas Eriksson Arbitres assistants additionnels : Danilo Grujić Nenad Djokić Homme du match : Eden Hazard |

### Quart de finale
Pour ce quart de finale, la Belgique perd Jan Vertonghen, forfait pour le reste de la compétition en raison d'une blessure à la cheville gauche survenue à la veille du match.
| Match 46                                                 | Pays de Galles                                                           | 3 - 1   | Belgique                 | Stade Pierre-Mauroy, Villeneuve-d'Ascq         |                                                |
| 1er juillet 2016 · 21 h CEST · Historique des rencontres | ( Ramsey) Williams 31e · ( Ramsey) Robson-Kanu 55e · ( Gunter) Vokes 86e | (1 - 1) | 13e Nainggolan (Hazard ) | Spectateurs : 45 936 Arbitrage : Damir Skomina | Spectateurs : 45 936 Arbitrage : Damir Skomina |
| 1er juillet 2016 · 21 h CEST · Historique des rencontres | Rapport                                                                  |         |                          | Spectateurs : 45 936 Arbitrage : Damir Skomina | Spectateurs : 45 936 Arbitrage : Damir Skomina |

| Pays de Galles | Belgique |

| Pays de Galles: |    |                 |     |     |
|                 |    |                 |     |     |
| Gardien de but  | 1  | Wayne Hennessey |     |     |
|                 | 2  | Chris Gunter    | 24e |     |
|                 | 3  | Neil Taylor     |     |     |
|                 | 4  | Ben Davies      | 5e  |     |
|                 | 5  | James Chester   | 16e |     |
|                 | 6  | Ashley Williams |     |     |
|                 | 7  | Joe Allen       |     |     |
|                 | 9  | Hal Robson-Kanu |     | 80e |
|                 | 10 | Aaron Ramsey    | 75e | 90e |
|                 | 11 | Gareth Bale     |     |     |
|                 | 16 | Joe Ledley      |     | 78e |
| Remplaçants :   |    |                 |     |     |
|                 | 8  | Andy King       |     | 78e |
|                 | 18 | Sam Vokes       |     | 80e |
|                 | 19 | James Collins   |     | 90e |
| Sélectionneur : |    |                 |     |     |
| Chris Coleman   |    |                 |     |     |

| Belgique:       |    |                   |     |     |     |
|                 |    |                   |     |     |     |
| Gardien de but  | 1  | Thibaut Courtois  |     |     |     |
|                 | 2  | Toby Alderweireld | 85e |     |     |
|                 | 4  | Radja Nainggolan  |     |     |     |
|                 | 6  | Axel Witsel       |     |     |     |
|                 | 7  | Kevin De Bruyne   |     |     |     |
|                 | 9  | Romelu Lukaku     |     | 83e |     |
|                 | 10 | Eden Hazard       |     |     |     |
|                 | 11 | Yannick Carrasco  |     | 46e |     |
|                 | 15 | Jason Denayer     |     |     |     |
|                 | 16 | Thomas Meunier    |     |     |     |
|                 | 21 | Jordan Lukaku     |     | 75e |     |
| Remplaçants :   |    |                   |     |     |     |
|                 | 8  | Marouane Fellaini |     | 46e | 59e |
|                 | 14 | Dries Mertens     |     | 75e |     |
|                 | 22 | Michy Batshuayi   |     | 83e |     |
| Sélectionneur : |    |                   |     |     |     |
| Marc Wilmots    |    |                   |     |     |     |

| Assistants : Jure Praprotnik (de) Robert Vukan (de) Quatrième arbitre : Nicola Rizzoli Arbitres assistants additionnels : Matej Jug Slavko Vinčić Homme du match : Hal Robson-Kanu |

## Effectif
Le sélectionneur belge, Marc Wilmots, annonce le 12 mai 2016, une première liste de vingt-quatre joueurs ainsi que sept réservistes pour le Championnat d'Europe. Notons l'absence regrettée du capitaine Vincent Kompany, pour cause de blessure. Le 18 mai 2016, le jeune défenseur Björn Engels se blesse et réduit la liste à vingt-trois noms. Marc Wilmots décide de rappeler Laurent Ciman, le 22 mai 2016. Il rejoint le groupe lors du stage préparatoire en Suisse. Le 30 mai, les défenseurs Nicolas Lombaerts et Dedryck Boyata doivent déclarer forfait pour blessure. Le sélectionneur appelle alors Christian Kabasele à rejoindre la liste des 23 sélectionnés, ce qui constitue la première sélection du défenseur de Genk (sélections et buts avant le début du Championnat d'Europe).

## Séjour et hébergement
La sélection des Diables Rouges établi son camp de base au Golf du Médoc à Bordeaux et utilise le centre d'entraînement des Girondins de Bordeaux basé sur la plaine sportive du Haillan.

## Statistiques

### Temps de jeu
| Joueur                    |          |          |          |          |          | TT       | But inscrit | MJ       | MT       | Légende |
| ------------------------- | -------- | -------- | -------- | -------- | -------- | -------- | ----------- | -------- | -------- | --- |
| Gardiens                  | Gardiens | Gardiens | Gardiens | Gardiens | Gardiens | Gardiens | Gardiens    | Gardiens | Gardiens | Abréviations et symboles : · TT : Total de minutes jouées · MJ : Nombre de matchs joués · MT : Matchs joués en tant que titulaire · : but · : joueur entré · : joueur remplacé · : capitaine · : carton jaune · : carton rouge * : indisponible sur blessure |
| Thibaut Courtois          | 90       | 90       | 90       | 90       | 90       | 450      | 0           | 5        | 5        | Abréviations et symboles : · TT : Total de minutes jouées · MJ : Nombre de matchs joués · MT : Matchs joués en tant que titulaire · : but · : joueur entré · : joueur remplacé · : capitaine · : carton jaune · : carton rouge * : indisponible sur blessure |
| Simon Mignolet            | 0        | 0        | 0        | 0        | 0        | 0        | 0           | 0        | 0        | Abréviations et symboles : · TT : Total de minutes jouées · MJ : Nombre de matchs joués · MT : Matchs joués en tant que titulaire · : but · : joueur entré · : joueur remplacé · : capitaine · : carton jaune · : carton rouge * : indisponible sur blessure |
| Jean-François Gillet      | 0        | 0        | 0        | 0        | 0        | 0        | 0           | 0        | 0        | Abréviations et symboles : · TT : Total de minutes jouées · MJ : Nombre de matchs joués · MT : Matchs joués en tant que titulaire · : but · : joueur entré · : joueur remplacé · : capitaine · : carton jaune · : carton rouge * : indisponible sur blessure |
| Défenseurs                |          |          |          |          |          |          |             |          |          | Abréviations et symboles : · TT : Total de minutes jouées · MJ : Nombre de matchs joués · MT : Matchs joués en tant que titulaire · : but · : joueur entré · : joueur remplacé · : capitaine · : carton jaune · : carton rouge * : indisponible sur blessure |
| Toby Alderweireld         | 90       | 90       | 90       | 0 90     | 0 90     | 450      | 1           | 5        | 5        | Abréviations et symboles : · TT : Total de minutes jouées · MJ : Nombre de matchs joués · MT : Matchs joués en tant que titulaire · : but · : joueur entré · : joueur remplacé · : capitaine · : carton jaune · : carton rouge * : indisponible sur blessure |
| Thomas Vermaelen          | 90       | 0 90     | 90       | 0 90     | 0        | 360      | 0           | 4        | 4        | Abréviations et symboles : · TT : Total de minutes jouées · MJ : Nombre de matchs joués · MT : Matchs joués en tant que titulaire · : but · : joueur entré · : joueur remplacé · : capitaine · : carton jaune · : carton rouge * : indisponible sur blessure |
| Jan Vertonghen            | 0 90     | 90       | 90       | 90       | 0*       | 360      | 0           | 4        | 4        | Abréviations et symboles : · TT : Total de minutes jouées · MJ : Nombre de matchs joués · MT : Matchs joués en tant que titulaire · : but · : joueur entré · : joueur remplacé · : capitaine · : carton jaune · : carton rouge * : indisponible sur blessure |
| Jason Denayer             | 0        | 0        | 0        | 0        | 90       | 90       | 0           | 1        | 1        | Abréviations et symboles : · TT : Total de minutes jouées · MJ : Nombre de matchs joués · MT : Matchs joués en tant que titulaire · : but · : joueur entré · : joueur remplacé · : capitaine · : carton jaune · : carton rouge * : indisponible sur blessure |
| Thomas Meunier            | 0        | 90       | 0 90     | 90       | 90       | 360      | 0           | 4        | 4        | Abréviations et symboles : · TT : Total de minutes jouées · MJ : Nombre de matchs joués · MT : Matchs joués en tant que titulaire · : but · : joueur entré · : joueur remplacé · : capitaine · : carton jaune · : carton rouge * : indisponible sur blessure |
| Christian Kabasele        | 0        | 0        | 0        | 0        | 0        | 0        | 0           | 0        | 0        | Abréviations et symboles : · TT : Total de minutes jouées · MJ : Nombre de matchs joués · MT : Matchs joués en tant que titulaire · : but · : joueur entré · : joueur remplacé · : capitaine · : carton jaune · : carton rouge * : indisponible sur blessure |
| Jordan Lukaku             | 0        | 0        | 0        | 0        | 0 75     | 75       | 0           | 1        | 1        | Abréviations et symboles : · TT : Total de minutes jouées · MJ : Nombre de matchs joués · MT : Matchs joués en tant que titulaire · : but · : joueur entré · : joueur remplacé · : capitaine · : carton jaune · : carton rouge * : indisponible sur blessure |
| Laurent Ciman             | 0 76     | 0        | 0        | 0        | 0        | 76       | 0           | 1        | 1        | Abréviations et symboles : · TT : Total de minutes jouées · MJ : Nombre de matchs joués · MT : Matchs joués en tant que titulaire · : but · : joueur entré · : joueur remplacé · : capitaine · : carton jaune · : carton rouge * : indisponible sur blessure |
| Milieux                   |          |          |          |          |          |          |             |          |          | Abréviations et symboles : · TT : Total de minutes jouées · MJ : Nombre de matchs joués · MT : Matchs joués en tant que titulaire · : but · : joueur entré · : joueur remplacé · : capitaine · : carton jaune · : carton rouge * : indisponible sur blessure |
| Radja Nainggolan          | 0 62     | 33 0     | 0 90     | 90       | 0 90     | 365      | 2           | 5        | 4        | Abréviations et symboles : · TT : Total de minutes jouées · MJ : Nombre de matchs joués · MT : Matchs joués en tant que titulaire · : but · : joueur entré · : joueur remplacé · : capitaine · : carton jaune · : carton rouge * : indisponible sur blessure |
| Axel Witsel               | 90       | 0 90     | 0 90     | 90       | 90       | 450      | 1           | 5        | 5        | Abréviations et symboles : · TT : Total de minutes jouées · MJ : Nombre de matchs joués · MT : Matchs joués en tant que titulaire · : but · : joueur entré · : joueur remplacé · : capitaine · : carton jaune · : carton rouge * : indisponible sur blessure |
| Marouane Fellaini         | 90       | 0        | 0        | 9        | 45       | 144      | 0           | 3        | 1        | Abréviations et symboles : · TT : Total de minutes jouées · MJ : Nombre de matchs joués · MT : Matchs joués en tant que titulaire · : but · : joueur entré · : joueur remplacé · : capitaine · : carton jaune · : carton rouge * : indisponible sur blessure |
| Moussa Dembélé            | 0        | 0 57     | 0        | 0        | 0        | 57       | 0           | 1        | 1        | Abréviations et symboles : · TT : Total de minutes jouées · MJ : Nombre de matchs joués · MT : Matchs joués en tant que titulaire · : but · : joueur entré · : joueur remplacé · : capitaine · : carton jaune · : carton rouge * : indisponible sur blessure |
| Attaquants                |          |          |          |          |          |          |             |          |          | Abréviations et symboles : · TT : Total de minutes jouées · MJ : Nombre de matchs joués · MT : Matchs joués en tant que titulaire · : but · : joueur entré · : joueur remplacé · : capitaine · : carton jaune · : carton rouge * : indisponible sur blessure |
| Kevin De Bruyne           | 90       | 90       | 90       | 90       | 90       | 450      | 0           | 5        | 5        | Abréviations et symboles : · TT : Total de minutes jouées · MJ : Nombre de matchs joués · MT : Matchs joués en tant que titulaire · : but · : joueur entré · : joueur remplacé · : capitaine · : carton jaune · : carton rouge * : indisponible sur blessure |
| Romelu Lukaku             | 0 73     | 83       | 0 87     | 0 76     | 0 83     | 402      | 2           | 5        | 5        | Abréviations et symboles : · TT : Total de minutes jouées · MJ : Nombre de matchs joués · MT : Matchs joués en tant que titulaire · : but · : joueur entré · : joueur remplacé · : capitaine · : carton jaune · : carton rouge * : indisponible sur blessure |
| Eden Hazard               | 90 0     | 90 0     | 89       | 81       | 90 0     | 440      | 1           | 5        | 5        | Abréviations et symboles : · TT : Total de minutes jouées · MJ : Nombre de matchs joués · MT : Matchs joués en tant que titulaire · : but · : joueur entré · : joueur remplacé · : capitaine · : carton jaune · : carton rouge * : indisponible sur blessure |
| Yannick Ferreira Carrasco | 14 0     | 0 64     | 0 71     | 20       | 0 45     | 214      | 1           | 5        | 3        | Abréviations et symboles : · TT : Total de minutes jouées · MJ : Nombre de matchs joués · MT : Matchs joués en tant que titulaire · : but · : joueur entré · : joueur remplacé · : capitaine · : carton jaune · : carton rouge * : indisponible sur blessure |
| Dries Mertens             | 28 0     | 26 0     | 19 0     | 0 70     | 15 0     | 158      | 0           | 5        | 1        | Abréviations et symboles : · TT : Total de minutes jouées · MJ : Nombre de matchs joués · MT : Matchs joués en tant que titulaire · : but · : joueur entré · : joueur remplacé · : capitaine · : carton jaune · : carton rouge * : indisponible sur blessure |
| Divock Origi              | 17 0     | 0        | 1 0      | 0        | 0        | 18       | 0           | 2        | 0        | Abréviations et symboles : · TT : Total de minutes jouées · MJ : Nombre de matchs joués · MT : Matchs joués en tant que titulaire · : but · : joueur entré · : joueur remplacé · : capitaine · : carton jaune · : carton rouge * : indisponible sur blessure |
| Christian Benteke         | 0        | 7 0      | 3 0      | 0        | 0        | 10       | 0           | 2        | 0        | Abréviations et symboles : · TT : Total de minutes jouées · MJ : Nombre de matchs joués · MT : Matchs joués en tant que titulaire · : but · : joueur entré · : joueur remplacé · : capitaine · : carton jaune · : carton rouge * : indisponible sur blessure |
| Michy Batshuayi           | 0        | 0        | 0        | 14       | 7 0      | 21       | 1           | 2        | 0        | Abréviations et symboles : · TT : Total de minutes jouées · MJ : Nombre de matchs joués · MT : Matchs joués en tant que titulaire · : but · : joueur entré · : joueur remplacé · : capitaine · : carton jaune · : carton rouge * : indisponible sur blessure |

| Buts              | Joueurs               | Adversaires |
| ----------------- | --------------------- | ----------- |
| 2                 |                       |             |
| Radja Nainggolan  | Suède, Pays de Galles |             |
| Romelu Lukaku     | Irlande               |             |
| 1                 |                       |             |
| Axel Witsel       | Irlande               |             |
| Toby Alderweireld | Hongrie               |             |
| Michy Batshuayi   | Hongrie               |             |
| Eden Hazard       | Hongrie               |             |
| Yannick Carrasco  | Hongrie               |             |

| Buts             | Joueurs         | Adversaires                             |
| ---------------- | --------------- | --------------------------------------- |
| 4                | Eden Hazard     | Irlande, Suède, Hongrie, Pays de Galles |
| 2                | Kevin De Bruyne | Irlande, Hongrie                        |
| 1                |                 |                                         |
| Thomas Meunier   | Irlande         |                                         |
| Radja Nainggolan | Hongrie         |                                         |

## Navigation